# Sula (Montana)
Sula – jednostka osadnicza w Stanach Zjednoczonych, w stanie Montana, w hrabstwie Ravalli.